# Molière (Theaterpreis)/Bester Hauptdarsteller
Molière: Bester Hauptdarsteller (Meilleur comédien)
Gewinner und Nominierte in der Kategorie Bester Hauptdarsteller (Meilleur comédien) seit der ersten Verleihung im Jahr 1987. Am erfolgreichsten in dieser Kategorie waren die Franzosen Michel Aumont (1993 und 2000), Michel Bouquet (1998 und 2005) und Robert Hirsch (1999 und 2007), die den Preis je zweimal gewinnen konnten. Die häufigsten Nominierungen konnte ebenfalls Hirsch erringen, der es zwischen 1990 und 2010 auf sechs Nominierungen brachte. Fünfmal nominiert jedoch ohne Sieg blieb zwischen 1987 und 2009 Claude Rich.

## 1980er Jahre
| Jahr | Preisträger       | Theaterstück             | Nominierungen |
| 1987 | Philippe Clévenot | Elvire Jouvet 40         | Michel Bouquet für Le Malade imaginaire Jacques Dufilho für L'Escalier Claude Rich für Faisons un rêve Michel Serrault für L'Avare               |
| 1988 | Jacques Dufilho   | Je ne suis pas Rappaport | Daniel Auteuil für La Double Inconstance Michel Bouquet für Le Malade imaginaire Patrick Chesnais für Joe Egg Roman Polański für La Métamorphose |
| 1989 | Gérard Desarthe   | Hamlet                   | Sami Frey für Je me souviens Bernard Freyd für Le Faiseur de Théâtre Fabrice Luchini für Voyage au bout de la nuit Laurent Terzieff für Henri IV |

## 1990er Jahre
| Jahr | Preisträger          | Theaterstück                   | Nominierungen |
| 1990 | Pierre Dux           | Quelque part dans cette vie    | Robert Hirsch für Moi Feuerbach Francis Huster für La Peste Claude Rich für Le Souper Didier Sandre für Le Chemin solitaire                                                                               |
| 1991 | Guy Tréjan           | Heldenplatz                    | Daniel Auteuil für Les Fourberies de Scapin Jean-Claude Dreyfus für La Nonna Didier Sandre für Partage de midi Jacques Villeret für La Contrebasse Lambert Wilson für Eurydice                            |
| 1992 | Henri Virlogeux      | L'Antichambre                  | Gérard Desarthe für Célimène et le Cardinal Stéphane Freiss für C'était bien Marcel Maréchal für Maître Puntila et son valet Matti Lambert Wilson für Ruy Blas                                            |
| 1993 | Michel Aumont        | Macbett                        | Bernard Giraudeau für L'Aide-mémoire Robert Hirsch für Une folie Michel Serrault für Knock Laurent Terzieff für Temps contre temps                                                                        |
| 1994 | Jean-Pierre Marielle | Le Retour                      | Gérard Desarthe für La Volupté de l'honneur Thierry Fortineau für Le Visiteur Maurice Garrel für Le Visiteur Jean-Luc Moreau für Comment va le monde, Môssieu ? ... Jacques Villeret für Le Dîner de cons |
| 1995 | Pierre Meyrand       | Les affaires sont les affaires | Pierre Arditi für Art Didier Galas für Ahmed le subtil ou Scapin 84 Fabrice Luchini für Art Pierre Vaneck für Art                                                                                         |
| 1996 | Didier Sandre        | Un mari idéal                  | Michel Aumont für Décadence Michel Duchaussoy für Le Refuge André Dussollier für Scènes de la vie conjugale Jean Piat für L'Affrontement                                                                  |
| 1997 | Pierre Cassignard    | Les Jumeaux vénitiens          | Jean-François Balmer für Le Faiseur Bernard Giraudeau für Le Libertin Francis Huster für Variations énigmatiques Robin Renucci für François Truffaut, correspondance                                      |
| 1998 | Michel Bouquet       | Les Côtelettes                 | Patrick Chesnais für Skylight Jean-Claude Dreyfus für Hygiène de l'assassin Patrick Préjean für Cyrano de Bergerac Philippe Torreton für Les Fourberies de Scapin                                         |
| 1999 | Robert Hirsch        | Le Bel Air de Londres          | Pierre Arditi für Rêver peut-être Niels Arestrup für Copenhague Roland Blanche für Tedy Sami Frey für Pour un oui ou pour un non                                                                          |

## 2000er Jahre
| Jahr | Preisträger          | Theaterstück               | Nominierungen |
| 2000 | Michel Aumont        | Un sujet de roman          | Michel Bouquet für A torts et à raisons Claude Brasseur für A torts et à raisons Jacques Gamblin für Raisons de famille Jean-Jacques Moreau für Mort accidentelle d'un anarchiste      |
| 2001 | Simon Abkarian       | Une bête sur la lune       | Michel Aumont für Le Grand Retour de Boris S. Jean-François Balmer für Novecento Bernard Giraudeau für Becket ou l'Honneur de Dieu Jacques Villeret für Jeffrey Bernard est souffrant  |
| 2002 | Jean-Paul Roussillon | Le Jardin des apparences   | Pierre Arditi für L'École fes femmes André Dussollier für Monstres sacrés, sacrés monstres Philippe Clay für Visites à Mister Green Samuel Labarthe für La Boutique au coin de la rue  |
| 2003 | Thierry Fortineau    | Gros-Câlin                 | André Dussollier für Monstres sacrés, sacrés monstres Robert Hirsch für Sarah Gérard Jugnot für État critique Claude Rich für Les Braises                                              |
| 2004 | Dominique Pinon      | L'Hiver sous la table      | Sami Frey für Je me souviens Éric Metayer für Des cailloux plein les poches Christian Pereira für Des cailloux plein les poches Francis Perrin für Signé Dumas                         |
| 2005 | Michel Bouquet       | Le Roi se meurt            | Pierre Cassignard für La locandiera Éric Elmosnino für Peer Gynt Stéphane Freiss für Brooklyn Boy Alain Libolt für La Version de Browning Pierre Vaneck für Déjeuner chez Wittgenstein |
| 2006 | Jacques Sereys       | Du côté de chez Proust     | Niels Arestrup für Lettres à un jeune poète Michel Piccoli für Le Roi Lear Claude Rich für La Caïman Philippe Torreton für Richard III Jean-Louis Trintignant für Moins 2              |
| 2007 | Robert Hirsch        | Le Gardien                 | Michel Bouquet für l'Avare Jacques Gamblin für Confidences trop intimes Michel Piccoli für le Roi Lear Michel Vuillermoz für Cyrano de Bergerac                                        |
| 2008 | Michel Galabru       | Les Chaussettes – Opus 124 | Clovis Cornillac für L'Hôtel du libre-échange Jacques Frantz für Les Riches reprennent confiance Jérôme Kircher für La Petite Catherine de Heilbronn                                   |
| 2009 | Patrick Chesnais     | Cochons d’Inde             | Jacques Bonnaffé für L’Oral et Hardi Claude Duparfait für Tartuffe Samuel Labarthe für Très chère Mathilde Claude Rich für Le Diable rouge Wladimir Yordanoff für Coriolan             |

## 2010er Jahre
| Jahr | Preisträger      | Theaterstück           | Nominierungen |
| 2010 | Laurent Terzieff | L’Habilleur Philoctète | Jean-Quentin Châtelain für Ode maritime Jean-Claude Dreyfus für Le Mardi à Monoprix Robert Hirsch für La Serva amorosa Daniel Russo für Les Autres                                     |
| 2011 | Christian Hecq   | Un fil à la patte      | Niels Arestrup für Diplomatie Jean-François Balmer für Henri IV, le bien aimé Jean-Claude Dreyfus für Le Mardi à Monoprix André Dussollier für Diplomatie Micha Lescot für Les Chaises |